# Notophyson heliconides
Notophyson heliconides là một loài bướm đêm thuộc phân họ Arctiinae, họ Erebidae.